# Konch
Konch là một thành phố và là nơi đặt ban đô thị (municipal board) của quận Jalaun thuộc bang Uttar Pradesh, Ấn Độ.

## Địa lý
Konch có vị trí 25°59′B 79°09′Đ / 25,98°B 79,15°Đ Nó có độ cao trung bình là 141 mét (462 feet).

## Nhân khẩu
Theo điều tra dân số năm 2001 của Ấn Độ, Konch có dân số 50.731 người. Phái nam chiếm 53% tổng số dân và phái nữ chiếm 47%. Konch có tỷ lệ 56% biết đọc biết viết, thấp hơn tỷ lệ trung bình toàn quốc là 59,5%: tỷ lệ cho phái nam là 63%, và tỷ lệ cho phái nữ là 48%. Tại Konch, 15% dân số nhỏ hơn 6 tuổi.